# Hromadske Radio
Hromadske Radio (ukr. Грома́дське ра́діо) – niezależna ukraińska stacja radiowa działająca od 2013 roku. Jej utworzenie wiązało się z sytuacją na ukraińskim rynku medialnym pozostającym pod silnym wpływem oligarchów. Planując uruchomienie nowej rozgłośni mającej wspierać prodemokratyczne reformy na Ukrainie, twórcy radiostacji uznali, że warunkiem realizacji tego celu jest oparcie się o niezależne od oligarchów źródła finansowania w postaci darowizn od mieszkańców oraz z grantów.
W 2016 roku Hromadske Radio rozpoczęło współpracę z Sekcją Ukraińską Polskiego Radia dla Zagranicy. W latach 2016–2018 Hromadske Radio było wspierane przez Fundację Edukacja dla Demokracji z funduszy Polsko-Kanadyjskiego Programu Wsparcia Demokracji oraz Fundacji Solidarności Międzynarodowej, co zapewniło środki m.in. na audycję Kijów-Donbas i audycję Obywatelska Fala.